# Michal Kučera
Michal Kučera (* 4. října 1968 Ostrava) je český politik, od dubna do října 2017 předseda Poslaneckého klubu TOP 09 a Starostové, v letech 2013 až 2017 a opět od roku 2021 poslanec Poslanecké sněmovny PČR, v letech 2020 až 2024 zastupitel a radní Ústeckého kraje, v letech 2010 až 2022 zastupitel a radní města Louny, v letech 2017 až 2019 a opět od roku 2021 místopředseda TOP 09. Od roku 2021 je rovněž předsedou Zemědělského výboru Poslanecké sněmovny parlamentu České republiky.

## Život
Vystudoval Matiční gymnázium Ostrava a později Vysokou školu báňskou v Ostravě. Od roku 1989 žije v Lounech.
Ve své profesionální kariéře se soustřeďuje na zakládaní a restrukturalizaci strojírenských a elektrotechnických společností s cílem přechodu na výrobu s vyšší přidanou hodnotou a jejich rozvoj na nových obchodních trzích. Před zvolením do Poslanecké sněmovny řídil pobočku německé elektrotechnické společnosti v České republice a na Slovensku. Po zvolení poslancem svou činnost manažera utlumil.
Michal Kučera je ženatý a má dvě děti.

## Politické působení
Před vstupem do TOP 09 nebyl členem jiné politické strany. V říjnu 2011 byl zvolen místopředsedou krajské organizace TOP 09 v Ústeckém kraji.
V komunálních volbách v roce 2010 byl za TOP 09 zvolen do Zastupitelstva města Loun a zároveň se stal radním města. Od února 2012 byl též předsedou finančního výboru Zastupitelstva města Loun. V komunálních volbách v roce 2014 obhájil za TOP 09 post zastupitele města Loun. V listopadu 2014 byl opět zvolen radním města.
Do vyšší politiky se pokoušel neúspěšně vstoupit, když v krajských volbách v roce 2012 kandidoval za TOP 09 a Starosty pro Ústecký kraj do Zastupitelstva Ústeckého kraje (strana však získala jen 4,67 % hlasů a do zastupitelstva se nedostala). V krajských volbách v roce 2016 byl lídrem kandidátky TOP 09 v Ústeckém kraji, ale neuspěl a zastupitelem se nestal.
Ve volbách do Poslanecké sněmovny PČR v roce 2013 kandidoval v Ústeckém kraji jako lídr TOP 09 a STAN a byl zvolen poslancem. Byl členem poslaneckého klubu TOP 09 a Starostové a působil ve výboru pro životní prostředí a hospodářském výboru, kde předsedal podvýboru pro ochranu přírody a krajiny. Dne 9. prosince 2014 byl zvolen místopředsedou poslaneckého klubu TOP 09 a Starostové, v dubnu 2017 se stal jeho předsedou a automaticky také členem předsednictva strany.
Ve volbách do Poslanecké sněmovny PČR v roce 2017 byl lídrem TOP 09 v Ústeckém kraji, ale neuspěl a poslanecký mandát neobhájil. Skončil tak rovněž na pozici předsedy poslaneckého klubu. Na konci listopadu 2017 se stal místopředsedou TOP 09, získal 102 hlasů (tj. 58 %). Na dalším sněmu v listopadu 2019 již funkci neobhajoval.
V komunálních volbách v roce 2018 obhájil jako člen TOP 09 post zastupitele města Louny, když kandidoval za uskupení s názvem „PRO LEPŠÍ LOUNY – TOP 09, nezávislí a hnutí PRO Zdraví a Sport“. V listopadu 2018 byl opět zvolen radním města.
V krajských volbách v roce 2020 byl jako člen TOP 09 zvolen zastupitelem Ústeckého kraje, a to za uskupení „Spojenci pro kraj“ (tj. hnutí JsmePRO!, Zelení, TOP 09, SNK ED a LES). Dne 16. listopadu 2020 se navíc stal radním kraje. Po krajských volbách v roce 2024 v krajském zastupitelstvu skončil, jelikož v nich vůbec nekandidoval.
Ve volbách do Poslanecké sněmovny PČR v roce 2021 kandidoval z pozice člena TOP 09 na 3. místě kandidátky koalice SPOLU (tj. ODS, KDU-ČSL a TOP 09) v Ústeckém kraji. Získal 4 655 preferenčních hlasů a stal se znovu poslancem, předběhl i dvojku kandidátky Libora Turka. V listopadu 2021 se stal místopředsedou TOP 09, získal 135 ze 181 hlasů (tj. 75 % hlasů).
V komunálních volbách v roce 2022 kandidoval do zastupitelstva Loun ze 4. místa kandidátky subjektu „PRO LEPŠÍ LOUNY“ (tj. TOP 09 a nezávislí kandidáti). Mandát zastupitele města se mu však nepodařilo obhájit, skončil rovněž ve funkci radního. V listopadu 2023 obhájil na sněmu TOP 09 funkci místopředsedy strany.
Ve volbách do Poslanecké sněmovny PČR v roce 2025 je z pozice člena TOP 09 lídrem koalice SPOLU (tj. ODS, KDU-ČSL a TOP 09) v Ústeckém kraji.